# Резня в форте Паркер
Резня в форте Паркер (англ. Fort Parker massacre) — нападение индейских воинов на группу техасских колонистов, произошедшее 19 мая 1836 года в форте Паркер на территории современного округа Лаймстон. Укрепление было построено Джоном Паркером, его сыновьями, а также другими членами баптистской общины, которые прибыли в Мексиканский Техас в 1833 году. Паркеры были типичными американскими пионерами, которые отправлялись на Запад по религиозным причинам, ради личной свободы и богатой, девственной земли. Построив форт, они занялись сельским хозяйством. 19 мая 1836 года, пока некоторые мужчины работали в полях, на форт напали около 100 индейских воинов из разных племён. Они убили пятерых американцев и увезли с собой ещё пятерых пленников. Трагедия разделила общину — часть колонистов переехала в другой район, но некоторые остались и основали новые фермы рядом с фортом Паркер.
Попавшая в плен Синтия Энн Паркер, которой тогда было около девяти лет, провела большую часть оставшейся жизни с команчами, позже выйдя замуж за вождя Пету Нокону и родив сына, Куана Паркера, который стал видным вождём квахади-команчей и лидером во время войны на Ред-Ривере.
Брат Синтии Джон Ричард Паркер тоже был схвачен и оставался с команчами в течение шести лет, прежде чем были проведены переговоры о его освобождении. Он не смог заново адаптироваться к жизни с белыми людьми и предпочёл вернуться к индейцам. Все остальные пленники также выжили у индейцев и позднее были освобождены.

## Предыстория
Миграции многочисленной семьи Паркеров были характерны для многих американцев на рубеже XVIII и XIX веков. Глава семейства Джон Паркер родился в Мэриленде и был потомком пуритан бежавших из Англии из-за религиозных преследований. В конце 1770-х годов он женился на Салли Уайт, дочери местного судьи, в округе Калпепер в Виргинии. 
Будучи приверженцами баптистской церкви, они были религиозными людьми и вели аскетичную жизнь, придерживаясь библейских заповедей. После окончания Войны за независимость США они переехали на северо-восток Джорджии, посчитав, что там больше возможностей. Паркеры основали ферму близ реки Саванны и стали выращивать хлопчатник.
Проживая в Джорджии, Джон Паркер стал лидером местной баптистской церкви и был известен как Старейшина Джон. Проведя несколько лет на юго-востоке США, он решил, что настало время для переезда на новое место. Примерно в 1801 году семья Паркеров перебралась в Теннесси. Когда Джон Паркер принимал решение о смене места жительства, весь клан поддерживал его и отправлялся вместе с ним, включая его сыновей и их семьи. Следующие 12 лет Паркеры проживали в округе Бедфорд на юге Центрального Теннесси.
После Англо-американской войны Паркеры переехали на восток Иллинойса и поселились в округе Кларк. Семейство неуклонно расширялось, и к концу 1820-х годов все сыновья Джона и Салли, за исключением одного, были женаты и имели детей. В это время на Старом Северо-Западе началась эпидемия лихорадки и все внуки Паркеров заболели. Трое детей Айзека, одного из сыновей Джона и Салли, умерли из-за болезни. Вскоре после смерти детей Айзека, Паркеры узнали, что их сын, Джон-младший, погиб в бою с делаварами близ Кейп-Джирардо. Гибель сына и смерть внуков послужили поводом для очередного переезда Паркеров. Они выяснили, что каждый женатый мужчина может получить грант на землю в Техасе в размере 4600 акров и решили воспользоваться этим. Летом 1830 года умерла жена Старейшины Джона, и он женился на Саре Дьюти. Несколько её дочерей вышли замуж за членов семьи Паркеров. Осенью того же года, Джеймс и Дэниел, сыновья Джона и Салли, первыми покинули Иллинойс. Через два года всё семейство уехало в Техас.
Ещё в Иллинойсе Дэниел возглавил местную баптистскую общину, часть адептов которой присоединилась к семье Паркеров. Делая остановки по воскресеньям, клан Паркеров долго добирался до Техаса. Проехав Миссури и Арканзас, Паркеры по ошибке оказались в Луизиане, где провели некоторое время, прежде чем повернули на восток. Пройдя вброд реки Нечес, Тринити и Навасоту, община прибыла в американскую колонию в Техасе, основателем которой являлся Стивен Фуллер Остин. В этом месте община существовала полтора года, готовя припасы и приобретая лошадей и крупный рогатый скот. Летом 1833 года Сайлас Паркер и двое членов общины отправились на север и остановились на территории современного округа Лаймстон. Там каждый из мужчин оформил права на землю, после чего они вернулись за своими семьями. Оставшиеся члены общины также продолжили свой путь к новому месту жительства, вновь преодолев реку Тринити и достигнув верховий реки Навасоты.

## Форт Паркер
На новом месте Паркеры решили построить форт и к весне 1834 года он был готов. Были также построены бревенчатые хижины и расчищены поля для посевов, и вскоре община стала процветать. К концу 1835 года в укреплённом поселении проживало 34 человека. Хорошо спланированный и тщательно построенный, форт Паркер включал в себя блокгаузы и частокол, по углам которого располагались блочные дома для дополнительной защиты. Каждый блокгауз имел два уровня, и на верх можно было попасть только по лестнице изнутри. Для лучшей обороны верхний уровень был больше. Окна и проёмы в наружных стенах находились на высоте около 3,5 метров, а сами стены были спроектированы так, что взобраться на них снаружи форта не представлялось возможным. Частокол достигал 4,5 метров в высоту с заострёнными брёвнами наверху. В противоположных углах крепости были построены два наблюдательных пункта. Чтобы обеспечить хорошую видимость, вблизи укрепления были вырублены все деревья.
Ворота форта были построены из толстых деревянных досок без использования железа или гвоздей. Для поддержания безопасности в общине соблюдалась строгая дисциплина. После наступления темноты было запрещено покидать форт, ворота надёжно закрывались и охранялись. Жители общины знали, что поселенцы на фронтире подвергались нападениям команчей, кайова и кэддо, поэтому позаботились о своей безопасности. В 1835 году из-за угрозы нападений индейцев и войны с мексиканцами обитатели форта всё же покинули его и решили перебраться в Луизиану, но не смогли переправиться через реку Тринити по причине большого паводка.
Пока они ожидали снижения уровня реки, до них дошли слухи, что мексиканцы терпят поражение и Техас вскоре будет независимым. Колонисты решили вернуться назад, закупив по дороге всё необходимое. Прибыв в форт и убедившись, что угроза нападения отсутствует, они ослабили дисциплину и бдительность. Летом 1836 года ворота укрепления часто оставались открытыми длительное время. В форте постоянно проживали Джон и Салли Паркеры, их сыновья Бенджамин, Джеймс и Сайлас со своими семьями. У Джеймса и его жены Марты было шестеро детей, двое из них, Сара Никсон и Рейчел Пламмер были замужем и имели детей. Кроме них в крепости проживали жена Сайласа и её четверо детей; миссис Никсон, свекровь Сары и её сестра Элизабет Келлог; миссис Долг, мать Марты и Люси Паркер; Сэмюэл Фрост с женой и детьми; и Джордж Дуайт со своей семьёй. На близлежащих фермах жили Сайлас Бейтс, Дэвид и Эван Фолкерберри, а также Эйбрам Энглин со своей семьёй.

## Резня
Осенью 1835 года Дэниел Паркер предложил Техасскому комитету, созданному для руководства революционного движения, создать роту ополченцев для защиты поселенцев на фронтире от набегов враждебных индейцев. Совет комитета принял предложение Дэниела и назначил его брата, Сайласа, командиром рейнджеров. Сайлас и его люди принялись нападать на любых индейцев, которых они встречали во время патрулирования своей территории. Многие группы туземцев были настроены миролюбиво по отношению к англотехасцам, пока те не начали убивать их соплеменников. Весной 1836 года один из дружественных индейцев предупредил Паркеров, что на реке Тринити собирается большая группа воинов из местных племён, но жители форта не предприняли должных мер по его защите.
Утром 19 мая 1836 года часть обитателей укрепления покинули его и отправились на свои поля, расположенные в миле от форта. Внутри него остались шестеро мужчин: патриарх семейства Джон, его сыновья Сайлас и Бенджамин, Джордж Дуайт, а также Сэмюэл Фрост с сыном Робертом. Кроме мужчин в форте находились женщины и дети. Внезапно близ крепости показался конный отряд индейцев, насчитывающий около сотни воинов. Сара Никсон побежала к полям, чтобы предупредить работающих там мужчин. В форте начался хаос — старейшина Джон, его жена и Элизабет Келлог попытались сбежать. Джордж Дуайт также намеревался покинуть укрепление, но Сайлас уговорил его остаться, и если будет необходимо, вступить в бой с индейцами. В это время Бенджамин отправился к воинам, собравшимся за пределами крепости. Команчи, кайова, кэддо и уичита встретили его с белым флагом. Они сказали американцу, что им нужна говядина, и спросили, нет ли в округе источника воды. Бенджамин вернулся в форт и рассказал о переговорах с индейцами. Он не доверял прибывшим воинам, но надеялся избежать вооружённого столкновения.
Сайлас пытался помешать своему брату, но Бенджамин не стал его слушать, собрал продукты и направился к индейцам. Едва он приблизился к ним, как был пронзён копьём. Затем, на глазах потрясённых наблюдателей крепости, он был скальпирован. Сайлас попытался закрыть ворота, но было поздно — индейцы мгновенно ворвались внутрь форта, на территории которого находились 5 мужчин, 10 женщин и 15 детей. Рейчел Пламмер и её двухлетний сын Джеймс попытались сбежать через задние ворота крепости, но были схвачены. Сайлас, Сэмюэл и Роберт Фросты погибли сразу. Бежавших Джона Паркера, его жену и Элизабет Келлог индейцы настигли в трёх четвертях мили от форта. Старика убили томагавком и скальпировали. После этого женщин посадили на лошадей к воинам. Примерно через милю Сара Паркер упала с лошади и её пронзили копьём, оставив лежать на земле. К этому времени Саре Никсон удалось добраться до работавших в поле мужчин.
Отец Сары Джеймс Паркер немедленно направился к форту, а работавший рядом Лютер Пламмер побежал за Эйбрамом Энглином, Дэвидом и Эваном Фолкенберри. Джеймс нашёл оставшихся членов своей семьи и спрятал их в лесу. Жене Сайласа Люси с четырьмя их детьми удалось выбраться из форта, но через несколько минут воины окружили их. Дэвид Фолкенберри бросился им на выручку и отбил женщину и двоих детей, тем не менее индейцы забрали с собой девятилетнюю Синтию Энн и шестилетнего Джона. Столкнувшись с вооружёнными фермерами, воины отступили и покинули форт. Через несколько часов после нападения Энглин и Эван Фолкенберри обнаружили тяжело раненую Сару Паркер, которая сумела доползти до хижины в полях. Члены общины были так напуганы резнёй в форте и подавлены горем, что сутки прятались в зарослях, а затем направились к форту Хьюстон. В течение многих дней они не знали о судьбе Джеймса Паркера и тех, кто был с ним.

## Последствия

### Последствия нападения
Джеймс Паркер не знал, смог ли кто ещё спастись из общины кроме тех, кто прятался с ним в лесу. Его группа состояла из него самого, его жены и их детей; миссис Фрост и её детей; и Дуайта и членов его семьи — всего 18 человек, 12 из которых были детьми. Не имея понятия, что происходит в крепости, они решили отправиться в форт Хьюстон, который находился почти в 150 милях от места трагедии. Каждый из шести взрослых взял под свою опёку двоих детей и они отправились в мучительное путешествие. Страдая от усталости и голода, колонисты были вынуждены часто останавливаться, что задерживало их продвижение. В конце концов Джеймс покинул группу и направился в форт один, поскольку большинство женщин и детей не могло идти дальше. 24 мая он достиг форта Хьюстон. На следующий день солдаты аванпоста отправились за остальными и доставили их в форт, где им была оказана медицинская помощь. 28 мая в форт Хьюстон прибыли оставшиеся члены общины и сообщили, что пять человек убиты и пятеро взяты в плен во время нападения. Сара Паркер вскоре умерла. 19 июня колонисты вернулись в форт Паркер.
Опасаясь нового нападения, Джеймс Уильям Паркер перевёз свою семью в поселение Граймс близ ручья Холланд-Крик. Оставшись без средств к существованию, он был вынужден делить маленький дом с другой семьёй. Он спешно обеспечил свою семью всем необходимым на первое время и был полон решимости возвратиться в форт Паркер, чтобы похоронить мертвых. В сопровождении ещё тринадцати мужчин Джеймс Уильям отправился в путь. Вернувшись в крепость и похоронив павших, колонисты обнаружили, что почти весь скот перебит, лошади украдены, а посевы полностью уничтожены. Мужчины попытались определить маршрут, которым увезли пленников, но обнаружили лишь часть следов. Прекратив поиски, вся община вернулась в форт Хьюстон. Нападение индейцев положило конец надеждам общины на процветающее фермерское сообщество. Некоторые из выживших покинули форт Паркер и переехали на новое место, в то время как другие остались. Причины, побудившие индейцев напасть на колонистов, так и не были выяснены.

### Поиски Джеймса Уильяма Паркера
Оставив беременную жену и маленьких детей, Джеймс Уильям начал поиски своих родных, которые стали для него навязчивой идеей. Опустевший и разграбленный форт Паркер не дал никаких предположений, где искать пленников, поэтому он и другие члены общины собрали немногочисленный оставшийся скот и вернулись в поселение Граймс. Из-за болезни жены и детей, он был вынужден задержаться в Граймсе, а затем перевёз свою семью подальше от фронтира в дом Джесси Паркера близ Хантсвилла. После этого Джеймс Уильям приступил к поискам. Он встретился с президентом Сэмом Хьюстоном и попросил его о содействии в розыске родных, но тот не смог ему помочь, поскольку в казне Техаса практически не было денег. К тому же Паркер не знал, у какого племени находятся пленники, что существенно осложняло поиски. В августе 1836 года он сумел добиться возвращения сестры его жены, Элизабет Келлог, домой.
После этого Паркер продолжил розыск членов своей семьи и, следуя вдоль Ред-Ривер, направился к Индейской территории. Он преодолел 200 миль за 12 дней, и поменяв лошадь, проделал путь ещё в 100 миль по дороге, идущей вдоль берега реки. Переправившись через Ред-Ривер, он длительное время провёл в скитаниях, разыскивая свою дочь Рейчел и других родственников. Лишь в ноябре 1836 года Паркер возвратился домой, так и не обнаружив следов пленников.
Не смирившись с потерей дочери, Джеймс Уильям продолжил свои отчаянные попытки спасти её. Он обратился к властям Техаса за помощью. В молодой республике, находящейся на грани банкротства, царил хаос. Примерно в это же время Дэниел Паркер присоединился к Джеймсу и оказал давление на Хьюстона, чтобы тот предоставил Джеймсу деньги и оружие для спасения пленников. Но президент Техаса вновь не смог чем-либо помочь Паркеру. Джеймс Уильям попытался добиться помощи у 
Томаса Джефферсона Раска, но его усилия опять оказались напрасными. Продав часть своего имущества, он возобновил розыск. Паркер находил лагеря команчей и пытался отыскать свою дочь среди пленников. Потратив на поиски 5 месяцев, он возвратился домой.
Немного побыв с семьёй, Паркер снова посетил Хьюстона. На этот раз президент уступил и удовлетворил его просьбу. Джеймс Уильям собрал группу добровольцев и начал готовиться к экспедиции. Получив информацию, что некоторые ополченцы хотят напасть на дружественных индейцев, Хьюстон приказал Паркеру прекратить кампанию и распустить людей. Джеймс Уильям и его брат Джозеф отправились вдвоём на Индейскую территорию летом 1837 года. Они сумели преодолеть около 500 миль в течение почти двух месяцев. Измученные недоеданием и жаркой погодой, Паркеры заболели и вынужденно вернулись домой. В дальнейшем Джеймс Уильям предпринял ещё две попытки разыскать Рейчел, но и они оказались тщетными. Он не нашёл свою дочь, и несмотря на пройденные тысячи миль не знал, где она может находиться.

## Судьбы пленников
Синтия Энн позднее стала самой известной белой пленницей среди индейцев Великих равнин. Она прожила с команчами почти 25 лет, выйдя замуж за вождя Пету Нокону и родив троих детей, одним из которых был Куана Паркер.
В декабре 1860 года техасские рейнджеры под руководством Лоуренса Салливана Росса атаковали лагерь Ноконы, в котором отсутствовали воины. Американцы заметили белую женщину и силой забрали её с собой вместе с трёхлетней дочерью. Власти Техаса выделили Синтии Энн пенсию в размере 100 долларов в год на 5 лет и участок земли площадью 7 км². Её белая семья помогала ей вернуться к жизни в американском обществе, но она желала возвратиться к команчам, часто умоляя её отпустить. Синтия Энн несколько раз пыталась бежать, но каждый раз её ловили и возвращали к Паркерам. Сначала о ней заботился её дядя Айзек, а позднее забрал брат Сайлас Мерсер, который проживал далеко от фронтира в северо-восточной части штата. В 1864 году её маленькая дочь умерла от пневмонии. Синтия Энн окончательно впала в депрессию, понимая, что остаток жизни проведёт вдали от мужа и сыновей. Она скончалась в 1870 году.
Её сын Куана Паркер стал вождём квахади и военным лидером во время войны на Ред-Ривере. После окончания Команчских войн он возглавил свой народ. Бывший военный вождь оказался хорошим гражданским руководителем и смог обеспечить команчам достойную жизнь в резервации. Куана прекрасно адаптировался к новой жизни — научился говорить по-английски, водил автомобиль и одевался как белые люди. В июле 1909 года он написал письмо губернатору Техаса Томасу Митчеллу Кэмпбеллу, в котором просил помощи в переносе останков матери в индейскую резервацию. Кэмпбелл согласился, а Конгресс даже выделил на это деньги. В декабре 1910 года Куана с почестями перезахоронил останки матери и сестры  рядом со своим домом. Спустя два месяца он скончался. Согласно его письменному распоряжению, вождь команчей был похоронен рядом с матерью и сестрой.
Брат Синтии Энн, Джон Ричард Паркер, оставался с команчами в течение шести лет, прежде чем были проведены переговоры о его освобождении. Он не смог заново адаптироваться к жизни с белыми людьми и сбежал к индейцам. Находясь с команчами в набеге в Северной Мексике, он влюбился в мексиканскую пленницу по имени Хуанита. Когда индейцы возвращались домой, Джон Ричард заболел оспой и его оставили в районе Ллано-Эстакадо. Хуанита ухаживала за ним, пока он не выздоровел. Позднее они поженились и отправились в Мексику, где Джон Ричард стал скотоводом и владельцем ранчо. Он прожил долгую жизнь и скончался в 1915 году, так ни разу и не посетив родственников в Техасе.
Рейчел Пламмер, двоюродная сестра Синтии Энн и её брата Джона, более года находилась в плену у команчей. К июню 1837 года её отец совершил три экспедиции на Индейскую территорию, проехал тысячи миль и потратил сотни долларов, но так ничего и не добился. 19 июня торговцы-команчеро выкупили Рейчел у индейцев и отправили в Санта-Фе. Жители города собрали около 150 долларов для её возвращения домой, но деньги были украдены недобросовестным священником. Тогда торговец Уильям Донохо, который направлялся в Миссури, решил взять Рейчел с собой. В конце октября они прибыли в Индепенденс. В январе 1838 года в одной из техасских газет была помещена заметка о её освобождении, и поскольку Джеймс Уильям после очередной поездки к реке Ред-Ривер оказался болен, за ней отправился её шурин Лоренсо Никсон. Донохо снабдил их лошадьми и сопроводил Рейчел и Лоренсо в Техас. 19 февраля Рейчел воссоединилась со своей семьёй. Она умерла в марте 1839 года при родах, почти через год после освобождения.
Джеймс Пратт Пламмер, сын Лютера Мартина Томаса и Рейчел, был разлучён со своей матерью. Его дед, Джеймс Уильям Паркер, предпринял несколько неудачных попыток отыскать его. В 1842 году полковник Закари Тейлор прибыл в форт Гибсон на Индейской территории и организовал совет с вождями нескольких племён. Он призвал индейцев освободить всех белых пленников. В августе того же года кикапу доставили в форт Гибсон Джеймса Пратта, сообщив, что они заплатили команчам 400 долларов за его освобождение. Офицеры поста пытались научить мальчика говорить по-английски, поскольку он знал к тому времени только язык команчей. Узнав о появлении белого подростка в форте, Джеймс Уильям вновь отправился на Индейскую территорию. Хотя он не видел своего внука шесть лет, Паркер узнал его. Пообщавшись с ним через переводчика, он забрал внука домой. Джеймс Пратт постепенно смог заново адаптироваться среди белых людей. Он был дважды женат и имел четверых детей. Джеймс Пратт вступил в армию конфедератов во время Гражданской войны и умер в 1862 в году в Литл-Роке от пневмонии.
Пятая пленница, Элизабет Келлог, была разлучена с остальными похищенными из форта Паркер в конце мая и осталась с кичай. Она прожила среди индейцев около трёх месяцев. Джеймс Уильям Паркер, прибыв в Накодочес 20 августа, узнал, что делавары выкупили Элизабет у кичай и привезли её в город. Они хотели 150 долларов за её освобождение. У Паркера не было необходимой суммы и Сэм Хьюстон выделил ему деньги для выкупа Келлог. Она воссоединилась со своей сестрой 6 сентября 1836 года.